# سباستین گروژان
سباستین گروژان (انگلیسی: Sébastien Grosjean؛ زاده ۲۹ مهٔ ۱۹۷۸) یک تنیس‌باز حرفه‌ای سابق اهل فرانسه است. او در سال 2001 به نیمه نهایی اوپن استرالیا و گرند اسلم فرانسه رسید و در هر دو سال 2003 و 2004 نیمه نهایی ویمبلدون بود. او هشت فصل متوالی را در 30 تیم برتر (1999-2006) به پایان رساند و در اکتبر 2002 به شماره 4 جهان رسید. گروژان در 27 مه 2010 از تنیس حرفه ای بازنشسته شد. در دسامبر 2018، او کاپیتان دیویس کاپ فرانسه شد.